# Método de complementos

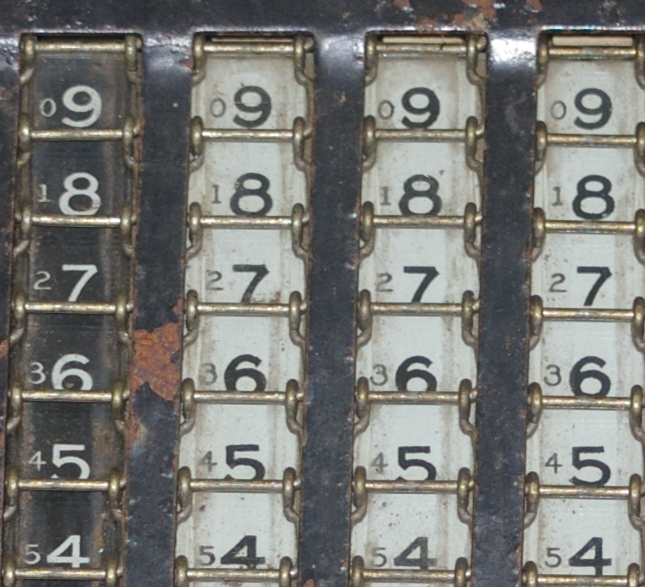
Los númreos de complemento en una Máquina de sumar de 1910. Los números más pequeños, que se restan, son el complemento a 9 de los números más grandes, que se suman.

En las matemáticas y la informática, el método de complementos es una técnica que se utiliza para restar un número de otro utilizando sólo la suma de números positivos. Este método se utiliza comúnmente en las calculadoras mecánicas y todavía se utiliza en las computadoras modernas.
El complemento a nueve de un número se forma reemplazando cada dígito de dicho número con nueve menos ese dígito. Para restar un número decimal y (sustraendo) a otro número x (minuendo) los dos métodos que se pueden utilizar son:
En el primer método se añade complemento de x a y. Luego se realiza el complemento a nueve del resultado obtenido para formar el resultado deseado.
En el segundo método, se añade complemento de y de punta en blanco a X y uno (1) se añade a la suma. A continuación se descarta el dígito "1" del resultado. Descartando la inicial '1' es especialmente conveniente en las calculadoras u ordenadores que utilicen un número fijo de dígitos: no hay ningún lugar para que vaya por lo que simplemente se pierde durante el cálculo. Los nueves 'complemento más uno es conocido como las decenas complemento.
El método de complementos se puede extender a otras bases numéricas; en particular, se utiliza en la mayoría de los ordenadores digitales para realizar la resta, representan números negativos en base 2 y la prueba de flujo inferior y el desbordamiento en el cálculo.

## Usos prácticos
El método de complementos se usó en muchas calculadoras mecánicas como alternativa al funcionamiento de los engranajes hacia atrás. Por ejemplo:
La calculadora de Pascal (o Pascalina) tiene dos conjuntos de dígitos de resultado, un conjunto negro que muestra el resultado normal y un conjunto rojo que muestra el complemento de los nueves de este. Se utilizó una tablilla horizontal para cubrir uno de estos conjuntos, exponiendo el otro. Para restar, los dígitos rojos se expusieron y se establecieron en 0. Luego se ingresó el complemento de nueves del minuendo. En algunos máquina esto podría hacerse marcando en el minuendo usando ruedas interiores de complementos (es decir, sin tener que determinar mentalmente complemento de punta en blanco de la minuendo). Al mostrar esos datos en la ventana del complemento (conjunto rojo), el operador puede ver el complemento de nueves del complemento de nueves del minuendo, es decir, el minuendo. entonces el listón fue movido para exponer las cifras negras (que ahora está representada complemento a nueve del minuendo) y el sustraendo se añadió al marcar en. Por último, el operador tenía que mover el listón de nuevo para leer la respuesta correcta.
El Comptómetro tenía dígitos del complemento de nueves impresos en un tipo más pequeño junto con los dígitos normales en cada tecla. Para restar, se esperaba que el operador restara mentalmente 1 del sustraendo e ingrese el resultado usando los dígitos más pequeños. Como restar 1 antes de complementar es equivalente a sumar 1 después, el operador añadiría así efectivamente el complemento de diez del sustraendo. El operador también debe mantener presionada la "pestaña de corte de la resta" correspondiente al dígito más a la izquierda de la respuesta. Esta pestaña evitó que el acarreo se propagara más allá de él, el método del Comptómetro para eliminar el 1 inicial del resultado.[2]
La calculadora Curta usó el método de complementos para la resta, y logró ocultar esto al usuario. Los números se ingresaron usando dispositivas de entrada de dígitos a lo largo del costado del dispositivo. El número en cada lado se añadió a un contador de resultados mediante un mecanismo de engranaje que acopló las levas en un "tambor escalonado" rotatorio (ver más información. "tambor de escalón"). El tambor se giró mediante el uso de una manivela en la parte superior del instrumento. La cantidad de levas encontradas por cada dígito a medida que giraba la manivela se determinó por el valor de ese dígito. Por ejemplo, si una diapositiva se establece en su posición "6", se encontraría una fila de 6 levas alrededor del tambor correspondiente a esa posición. Para la resta, el tambor se desplazó ligeramente antes de girarlo, lo que movió una fila diferente de levas a su posición. Esta fila alternativa contenía el complemento a nueve de los dígitos. Por lo tanto, la fila de 6 levas que habían estado en posición para sumar ahora tenía una fila con 3 levas. El tambor desplazado también enganchó una leva adicional que agregó 1 al resultado (según se requiera para el método de complementos). El "desbordamiento 1" del complemento de los diez siempre presente que se llevó a cabo más allá del dígito más significativo del registro de resultados fue, en efecto, descartado.